# RADIO IT
RADIO IT（レディオ・イット）は、FM802の深夜に放送されていたラジオ番組である。

## 概要
キャッチコピーは「映画を観るように、小説を読むように。1日の終わりに、1日の始まりに。あなたに寄り添う音楽があります」。
これまでFM802では深夜帯及び早朝帯に『FUNKY JAMS 802』や『HITS UP 802』などの番組を制作してきたが、2010年4月からの深夜改編に伴って新たにスタートした。
DJを置かず、テーマに沿った選曲のみの構成で、実質フィラー番組となっている。これまで平日は基本24時間生放送で番組をリレーしていたが、本番組開始によって朝のワイド番組『HIRO T'S MORNING JAM』『Saturday Amusic Islands Morning Edition』へのDJリレーが消滅した。
この改編で『HYPER ACTIVE!?』『WEEKEND TROUPER』が終了、『FUNKY JAMS 802』は『NIGHT RAMBLER』に衣替えし25時に移動、『ROCK KIDS 802』が1時間拡大となった。
また、朝の番組にリレーする生放送の番組が、土曜日に放送されている『MIDNIGHT GARAGE』のみになった。2012年4月の改編で土曜日の放送が増設され、各曜日の放送時間が統一された。
ホームページではオンエア楽曲が放送前から公開されている。さらに画面の上部には選曲したCDのジャケット写真が掲載されており、オンラインCDショップへとリンクされている。
月-木曜までは1週間ごとに、金曜は1ヶ月ごとにテーマを設定されていたが、2012年4月より月-土曜通しで1週間ごとのテーマ設定となった。
2014年8月をもって実質的に終了。2014年9月は『Music Unlimited presents MINAMI WHEEL CHANNEL』として、同局が主催するミナミホイールの事前番組を放送。9月29日からは新番組『LNEM 〜エルネム〜』に引き継ぐ。

## 放送時間
開始 - 2012年3月
- 月-木曜 28:00 - 30:00（火-金曜 4:00 - 6:00）
- 金曜 27:00 - 30:00（土曜 3:00 - 6:00）

2012年4月 - 終了
- 月-土曜 27:00 - 29:00（火-日曜 3:00 - 5:00）